# Ramón Báez Romano
Ramón Báez Romano (Santo Domingo, 4 de marzo de 1929 - Santo Domingo, 7 de marzo de 2022) fue un empresario, político y golfista dominicano. Proveniente de una de las familias más influyentes de la República Dominicana, fue ministro de Industria y Comercio durante el gobierno del presidente Antonio Guzmán.

## Biografía
En 1986 fundó el ahora extinto Banco Intercontinental junto a su primo segundo Marcos Báez Cocco, del cual Báez Romano era el principal accionista. Luego a partir de 1989, su hijo Ramón Báez Figueroa, iría tomando un rol preponderante en el banco, el cual encabezaría a partir de mediados de la década de 1990 hasta su colapso en 2003, debido a un desfalco por US$ 2 200 millones. Desde 2000 ha sido presidente de la editora Listín Diario; es director de Inter Marine Overseas Ltd.
En 1987, obtuvo junto con su hijo, Ramón Báez Figueroa, el segundo lugar durante el Primer Torneo Sugar Open, que se celebró en Casa de Campo, La Romana.  Fue miembro del Salón de la Fama del Golf Dominicano.
El 13 de abril de 2007 recibió el grado de Gran Placa de la Imperial Orden Hispánica de Carlos V.
En 2013 fue nombrado tutor legal junto a su nieto, Ramón Báez Zeller como protutor, de su hijo Ramón Báez Figueroa tras este último recibir libertad condicional.
Falleció el 7 de marzo del 2022, tres días después de haber cumplido 93 años.